# مقاطعة ستوبين (نيويورك)
مقاطعة ستوبين (بالإنجليزية: Steuben County)‏ هي إحدى المقاطعات في ولاية نيويورك في الولايات المتحدة الأمريكية.

## أعلام
- روبرت كامبل
- إريك سميث
- جيمس أ. بارسونز
- دبليو. ستيرلينغ كول
- دالي بيترسون